# Finał Pucharu Polski w piłce nożnej 2002
Finał Pucharu Polski w piłce nożnej 2002 – mecze piłkarskie kończący rozgrywki Pucharu Polski 2001/2002 oraz mające na celu wyłonienie triumfatora tych rozgrywek, pomiędzy Amicą Wronki a Wisłą Kraków. Finał został rozegrany systemem pierwszy mecz i mecz rewanżowy. Pierwszy mecz został rozegrany 7 maja 2002 roku na Stadionie Amiki Wronki we Wronkach, natomiast mecz rewanżowy został rozegrany 10 maja 2002 roku na Stadionie Miejskim w Krakowie. Trofeum po raz 3. wywalczyła Wisła Kraków, która uzyskała tym samym prawo gry w kwalifikacjach Pucharu UEFA 2002/2003.

## Droga do finału
| Amica Wronki | Amica Wronki                     | Amica Wronki | Runda       | Wisła Kraków | Wisła Kraków    | Wisła Kraków |
| Data         | Przeciwnik                       | Wynik        | Runda       | Data         | Przeciwnik      | Wynik        |
| ------------ | -------------------------------- | ------------ | ----------- | ------------ | --------------- | ------------ |
| 09.10.2001   | Polar Wrocław                    | 4:0          | II runda    | 09.10.2001   | Ruch Radzionków | 3:2          |
| 10.11.2001   | Odra Wodzisław Śląski            | 2:0          | III runda   | 10.11.2001   | Stomil Olsztyn  | 6:1          |
| 21.11.2001   | Dyskobolia Grodzisk Wielkopolski | 1:0          | Ćwierćfinał | 21.11.2001   | ŁKS Łódź        | 2:2          |
| 01.12.2001   | Dyskobolia Grodzisk Wielkopolski | 3:1          | Ćwierćfinał | 28.11.2001   | ŁKS Łódź        | 4:1          |
| 06.03.2002   | Ruch Chorzów                     | 0:1          | Półfinał    | 06.03.2002   | Orlen Płock     | 2:1          |
| 09.04.2002   | Ruch Chorzów                     | 3:0          | Półfinał    | 10.04.2002   | Orlen Płock     | 3:0          |

## Tło
W finale rozgrywek zmierzyli się ze sobą faworyci: Wisła Kraków, która rozgrywki ligowe w sezonie 2001/2002 zakończyła na 2. miejscu oraz Amica Wronki, która zakończyła rozgrywki ligowe na 3. miejscu. Oba kluby po raz czwarty w latach 90. oraz w historii zagrały ze sobą w finale rozgrywek (triumf Legii Warszawa w finale 1990 oraz 1994, triumf GKS Katowice w finale 1991). Oba kluby grały ze sobą trzy dni wcześniej, 4 maja 2002 roku, w ostatniej, 38. kolejce I ligi 2001/2002, na Stadionie Miejskim w Krakowie. Mecz ten zakończył się wygraną 1:0 dla drużyny Białej Gwiazdy.

## Finał
| Drużyna 1    | Wynik dwumeczu | Drużyna 2    | Pierwszy mecz | Drugi mecz |
| ------------ | -------------- | ------------ | ------------- | ---------- |
| Amica Wronki | 2:8            | Wisła Kraków | 2:4           | 4:0        |

### Pierwszy mecz

#### Przebieg meczu
Mecz odbył się 7 maja 2002 roku o godzinie 20:00 na Stadionie Amiki Wronki we Wronkach. Sędzią głównym spotkania był Grzegorz Gilewski. Mecz był bardzo emocjonujący oraz miał szybki przebieg. Już w 7. minucie Amica Wronki mogła objąć prowadzenie po groźnym strzale Jerzego Podbrożnego, jednak bramkarz drużyny Białej Gwiazdy, Artur Sarnat zdołał obronił strzał, a 13. minucie groźny strzał głową oddał Marek Zieńczuk, lecz Artur Sarnat i tym razem popisał się świetną interwencją, jednak 18. minucie po błędzie w pułapce off-sajdowej obrońcy drużyny Białej Gwiazdy, Mariusza Jopa, Jerzy Podbrożny świetnie zagrał między obrońcami, a Tomasz Dawidowski ładnym strzałem z kilkunastu metrów strzelił pierwszą bramkę meczu. Zawodnicy obu drużyn w pierwszej połowie przeprowadzili jeszcze kilka groźnych, jednak wynik się nie zmienił.
W drugiej połowie zdecydowanie aktywniejsza była drużyna Białej Gwiazdy. W 56. minucie Kalu Uche wpadł w pole karne z prawej strony, a po wypuszczeniu piłki przez Grzegorza Szamotulskiego, Tomasz Frankowski przejął piłkę, trafiając nią z bliska do siatki, doprowadzając tym samym do wyrównania na 1:1. Jednak w 64. minucie zawodnik Amici Wronki, Marek Zieńczuk podkręconym strzałem zdobywa gola na 2:1, jednak już w 66. minucie po podaniu Kazimierza Moskala, Kamil Kosowski niskim strzałem z prawej nogi pokonał zasłoniętego Grzegorza Szamotulskiego. W 72. minucie po świetnym podaniu Tomasza Frankowskiego zdobywa gola na 3:2, a 84. minucie Kamil Kosowski ustalił wynik meczu na 4:2.
Mecz zakończył się wygraną drużyny Białej Gwiazdy 4:2, wygrywając tym samym po raz pierwszy od 1999 roku we Wronkach.

#### Szczegóły
| 7 maja 2002 20:00 | Amica Wronki · Dawidowski 18' · Zieńczuk 64' | 2:41:0Raport | Wisła Kraków · 56' Frankowski · 66', 85' Kosowski · 72' Żurawski | Stadion Amiki Wronki, Wronki Widzów: 2 500 Sędzia: Grzegorz Gilewski (Radom) |
|                   |                                              |              |                                                                  |                                                                              |

| Amica Wronki:      |  |                      |              |     |
|                    |  |                      |              |     |
| BR                 |  | Grzegorz Szamotulski |              |     |
| OB                 |  | Bartosz Bosacki      |              |     |
| OB                 |  | Marek Bajor          | Żółta kartka |     |
| OB                 |  | Dariusz Dudka        |              | 77' |
| OB                 |  | Krzysztof Kowalczyk  |              | 61' |
| PO                 |  | Jarosław Bieniuk     | Żółta kartka |     |
| PO                 |  | Dariusz Gęsior       |              |     |
| PO                 |  | Jerzy Podbrożny      |              |     |
| PO                 |  | Marek Zieńczuk       | Żółta kartka |     |
| NA                 |  | Jacek Dembiński      |              |     |
| NA                 |  | Tomasz Dawidowski    |              | 82' |
| Zmiany:            |  |                      |              |     |
| NA                 |  | Remigiusz Sobociński |              | 61' |
| OB                 |  | Piotr Mosór          |              | 77' |
| NA                 |  | Grzegorz Król        |              | 82' |
| Trener:            |  |                      |              |     |
| Mirosław Jabłoński |  |                      |              |     |

| Wisła Kraków:     |  |                     |              |     |
|                   |  |                     |              |     |
| BR                |  | Artur Sarnat        |              |     |
| OB                |  | Kamil Kuzera        |              |     |
| OB                |  | Bogdan Zając        |              |     |
| OB                |  | Mariusz Jop         |              |     |
| OB                |  | Marcin Baszczyński  |              |     |
| PO                |  | Grzegorz Pater      |              | 55' |
| PO                |  | Kazimierz Moskal    |              |     |
| PO                |  | Mirosław Szymkowiak | Żółta kartka |     |
| PO                |  | Kamil Kosowski      |              |     |
| NA                |  | Maciej Żurawski     |              | 84' |
| NA                |  | Tomasz Frankowski   |              |     |
| Zmiany:           |  |                     |              |     |
| PO                |  | Kalu Uche           |              | 55' |
| PO                |  | Sunday Ibrahim      |              | 84' |
| Trener:           |  |                     |              |     |
| Henryk Kasperczak |  |                     |              |     |

### Rewanż

#### Przebieg meczu
Mecz odbył się 10 maja 2002 roku o godzinie 20:00 na Stadionie Miejskim w Krakowie. Sędzią głównym spotkania był Jacek Granat. Drużyna Białej Gwiazdy od samego początku stanowiła przewagę w grze. Już w 11. minucie Kamil Kosowski w świetnym stylu ograł dwóch obrońców Amici Wronki i wrzucił piłkę wprost na głowę Macieja Żurawskiego. Część kibiców już cieszyła się z gola, jednak ostatecznie krzyknęła piłka trafiła wprost w ręce bramkarza, Grzegorza Szamotulskiego. W 14. minucie ten sam zawodnik, mógł zdobyć gola po rozegraniu wraz z Mieczysławem Szymkowiakiem rzutu wolnego, jednak uderzył piłkę zbyt wysoko.
W 18. minucie po długim podaniu Arkadiusza Głowackiego, Tomasz Frankowski szybkim biegiem z piłką, uderzył z pola karnego po rękach Grzegorza Szamotulskiego, otwierając tym samym wynik meczu na 1:0.
W 24. minucie Kamil Kosowski wyprowadził kontrę z własnego pola karnego, podając do Grzegorza Patera, sam podbiegając lewym skrzydłem, jednak zbyt daleko wypuścił piłkę i stracił ją na rzecz obrońców drużyny przeciwnej. W 27. minucie piłkę z własnej połowy zagrał Grzegorz Pater, na wysokości pola karnego otrzymał ją Tomasz Frankowski, który dośrodkował piłkę z prawej strony do Macieja Żurawskiego, który zakończył akcję golem na 2:0.
Chwilę później groźną akcję przeprowadzili zawodnicy Amici Wronki: Tomasz Dawidowski przyjął podanie od Bogdana Zająca, po czym uderzył z ostrego kąta, bramkarz drużyny Białej Gwiazdy, Artur Sarnat obronił strzał.
W 50. minucie strzałem z połowy boiska popisał się zawodnik drużyny Białej Gwiazdy, Kazimierz Moskal, gdyż zobaczył, że bramkarz drużyny przeciwnej, Grzegorz Szamotulski nieco wyszedł z bramki, Piłka trafiła w światło bramki, jednak Grzegorz Szamotulski zdołał obronić ten strzał. W 62. minucie po dośrodkowaniu Grzegorza Patera, Maciej Żurawski w trudnej sytuacji przestrzelił z paru metrów, a w 74. minucie w poprzeczkę strzelił zawodnik Amici Wronki, Tomasz Dawidowski, który wówczas znajdował się na pozycji spalonej. W 79. minucie Amica Wronki mogła zdobyć honorowego gola, jednak Grzegorz Król spudłował z paru metrów.
W 85. minucie zawodnik drużyny Białej Gwiazdy, Ryszard Czerwiec podał do Tomasza Frankowskiego, który oddał strzał z pierwszej piłki, wspaniale lobując Grzegorza Szamotulskiego, tym samym zdobywając gola na 3:0. W 90. minucie Kalu Uche uderzył z lewej nogi z półwoleja z linii pola karnego, a piłka otarła się o słupek i wpadła do siatki, ustalając tym samym wynik meczu na 4:0.

#### Szczegóły
| 10 maja 2002 20:00 | Wisła Kraków · Frankowski 18', 85' · Żurawski 27' · Uche 90' | 4:02:0Raport | Amica Wronki | Stadion Miejski, Kraków Widzów: 7 000 Sędzia: Jacek Granat (Warszawa) |
|                    |                                                              |              |              |                                                                       |

| Wisła Kraków:     |  |                     |  |     |
|                   |  |                     |  |     |
| BR                |  | Artur Sarnat        |  |     |
| OB                |  | Marcin Baszczyński  |  |     |
| OB                |  | Arkadiusz Głowacki  |  |     |
| OB                |  | Bogdan Zając        |  |     |
| OB                |  | Mariusz Jop         |  |     |
| PO                |  | Grzegorz Pater      |  | 75' |
| PO                |  | Kazimierz Moskal    |  |     |
| PO                |  | Mirosław Szymkowiak |  |     |
| PO                |  | Kamil Kosowski      |  | 71' |
| NA                |  | Maciej Żurawski     |  | 71' |
| NA                |  | Tomasz Frankowski   |  |     |
| Zmiany:           |  |                     |  |     |
| PO                |  | Tomasz Kulawik      |  | 71' |
| PO                |  | Ryszard Czerwiec    |  | 71' |
| PO                |  | Kalu Uche           |  | 75' |
| Trener:           |  |                     |  |     |
| Henryk Kasperczak |  |                     |  |     |

| Wisła Kraków:      |  |                      |  |     |
|                    |  |                      |  |     |
| BR                 |  | Grzegorz Szamotulski |  |     |
| OB                 |  | Bartosz Bosacki      |  |     |
| OB                 |  | Marek Bajor          |  |     |
| OB                 |  | Piotr Mosór          |  |     |
| OB                 |  | Krzysztof Kowalczyk  |  |     |
| PO                 |  | Krzysztof Piskuła    |  | 73' |
| PO                 |  | Dariusz Gęsior       |  |     |
| PO                 |  | Jerzy Podbrożny      |  |     |
| PO                 |  | Marek Zieńczuk       |  | 39' |
| NA                 |  | Jacek Dembiński      |  |     |
| NA                 |  | Tomasz Dawidowski    |  | 83' |
| Zmiany:            |  |                      |  |     |
| NA                 |  | Grzegorz Król        |  | 39' |
| NA                 |  | Przemysław Łudziński |  | 73' |
| NA                 |  | Remigiusz Sobociński |  | 83' |
| Trener:            |  |                      |  |     |
| Mirosław Jabłoński |  |                      |  |     |

| Puchar Polski w piłce nożnej 2001/2002 Zwycięzcy |
| ------------------------------------------------ |
| Wisła Kraków 3. Tytuł                            |

## Po finale
Triumfatorem rozgrywek została Wisła Kraków, która zdobyła trofeum po 35 latach, a także zarobiła 1 400 000 złotych.